# Cryptoblepharus keiensis
Cryptoblepharus keiensis är en ödleart som beskrevs av  Roux 1910. Cryptoblepharus keiensis ingår i släktet Cryptoblepharus och familjen skinkar. Inga underarter finns listade i Catalogue of Life.